# Průmyslová zóna Triangle

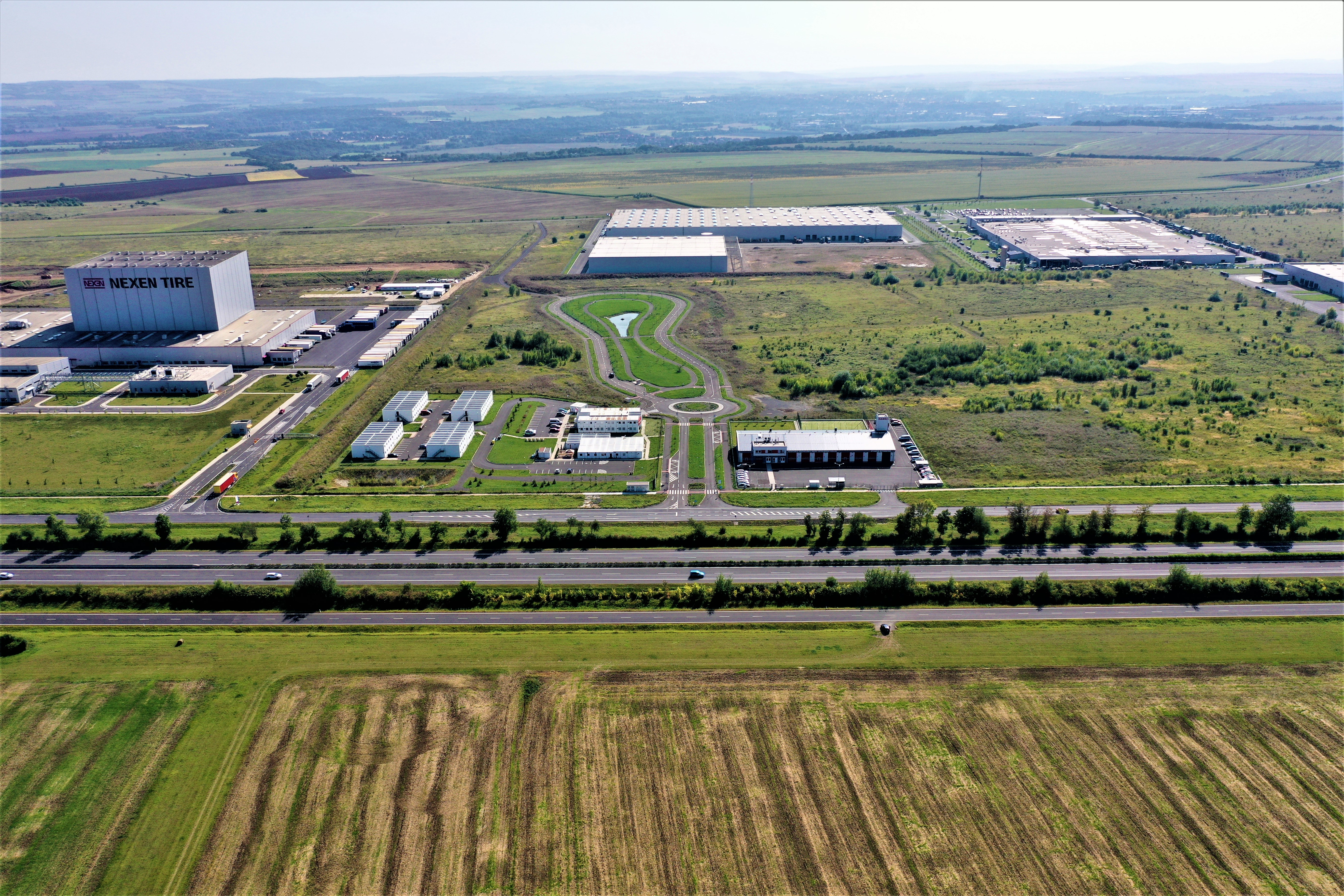
Pohled do centrální části průmyslové zóny Triangle (od Mostu)

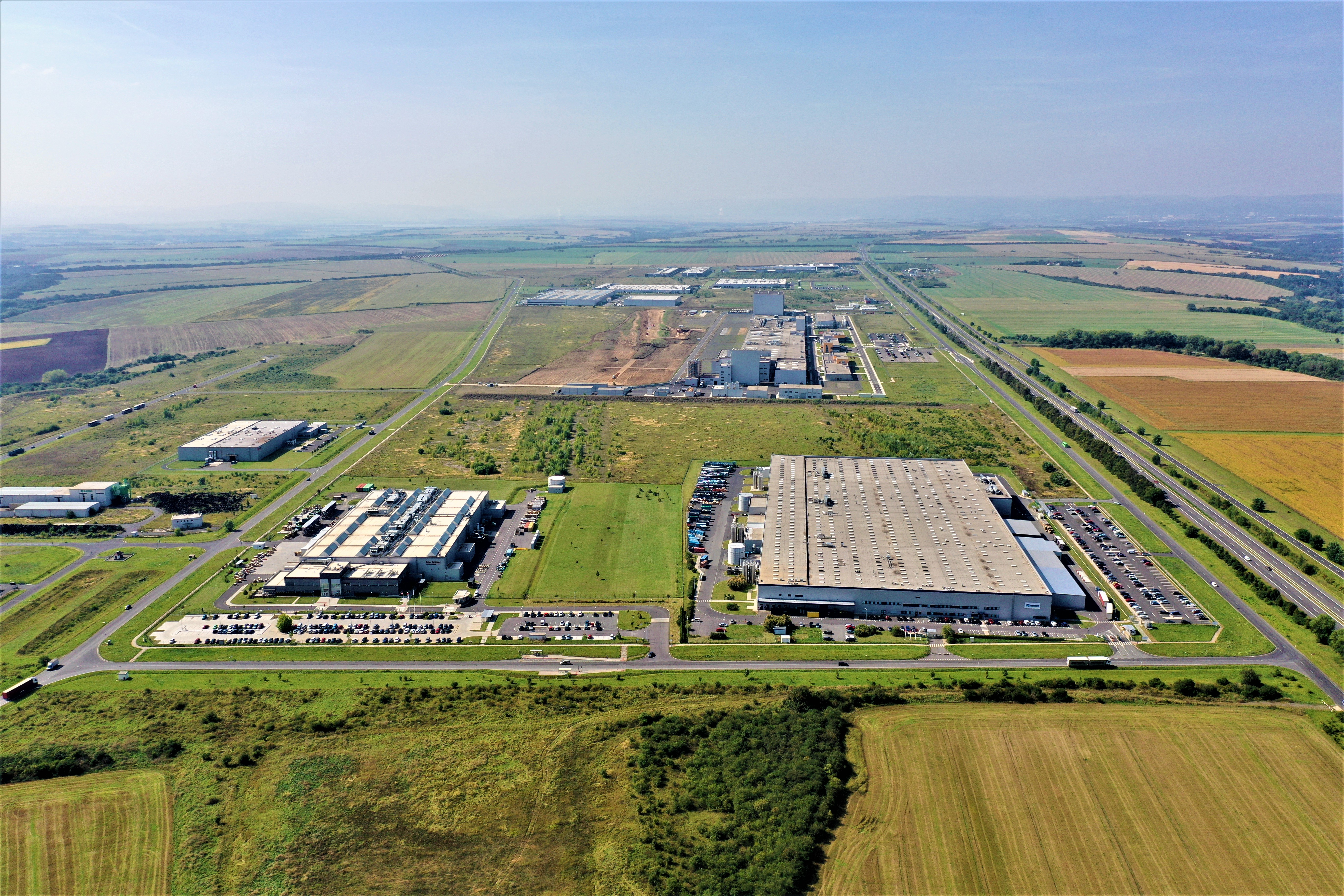
Letecký pohled do průmyslové zóny Triangle od východu (od Loun)

Průmyslová zóna Triangle je průmyslová zóna, která se nachází v okrese Louny mezi městy Postoloprty a Žatec. Přímo kolem zóny prochází dálnice D7, silnice II/250, silnice II/607 a v blízkosti také silnice I/27. Průmyslová zóna je situována na území čtyř obcí – Staňkovic, Velemyšlevsi, Bitozevsi a Žiželic. V souvislosti s výstavbou areálu byly ve třech z těchto obcí zřízeny evidenční části obce, které zahrnují jednotlivé části zóny. Jižní část patří Staňkovicím (část obce Staňkovice Průmyslová zóna Triangle), severozápadní část Velemyšlevsi (část obce Velemyšleves-Průmyslová zóna Triangle) a východní část Bitozevsi (část obce Bitozeves-Průmyslová zóna Triangle). Do katastru Žiželic spadá fotovoltaická elektrárna, která leží jihozápadně od hlavního areálu zóny.
Průmyslová zóna Triangle je situována v blízkosti pomezí tří okresů Louny, Most a Chomutov, na dobře dopravně dostupném místě v prostoru bývalého vojenského letiště Žatec, které bylo v období 2003–2006 kompletně zlikvidováno. Lokalita přiléhá k dálnici D7 Praha - Louny - Chomutov - SRN a v blízkosti (cca 1 km) vede také silnice I/27 Most - Žatec - Plzeň. Průmyslová zóna je určena především investorům, jejichž podnikatelské a investiční záměry jsou z oborů zpracovatelského průmyslu (vyjma oborů zaměřených na prvotní zpracování surovin), dále oborů strategických služeb, technologických center nebo z oblasti výzkumu a vývoje, tj. CZ-NACE 10 - 33.
Se souhlasem vlastníka zóny Ústeckého kraje a Ministerstva průmyslu a obchodu České republiky lze v průmyslové zóně Triangle umístit i záměry z oblasti logistiky, facility managementu, odpadového hospodářství, čerpací stanice pohonných hmot, případně další služby plnící funkci obslužnosti pro záměry umístěné v zóně Triangle ve smyslu předchozího odstavce (tzv. „služby pro výrobu”).

## Přehled společností v průmyslové zóně
- Gestamp Louny s.r.o., automobilový průmysl
- Nexen Tire Europe s.r.o., gumárenský průmysl
- Yanfeng International Automotive Technology Czechia s.r.o., automobilový průmysl
- Hitachi Astemo Czech, s.r.o., automobilový průmysl
- Hitachi Cable Europe, s.r.o., automobilový průmysl
- Solar Turbines EAME s.r.o., opravy a repase plynových spalovacích turbín
- Neturen Czech s.r.o., automobilový průmysl
- Grammer CZ, s.r.o., automobilový průmysl
- ZF Chassis Systems Žatec s.r.o., automobilový průmysl
- Dellner Hydratech Czech Republic s.r.o., výroba hydraulických komponentů a systémů do větrných elektráren
- Kiswire Cord Czech s.r.o., automobilový průmysl
- FOR H2ENERGY - vodíkové hospodářství
- Tesoler s.r.o., fotovoltaická elektrárna[1]